# Frei Paulo
Frei Paulo est une ville brésilienne du centre de l'État du Sergipe.

## Géographie
Frei Paulo se situe par une latitude de 10° 32′ 58″ sud et par une longitude de 37° 32′ 04″ ouest, à une altitude de 272 mètres.
Sa population était de 12 590 habitants au recensement de 2007. La municipalité s'étend sur 399 km2.
Elle fait partie de la microrégion de Carira, dans la mésorégion du Sertão du Sergipe.